# Cepelinai

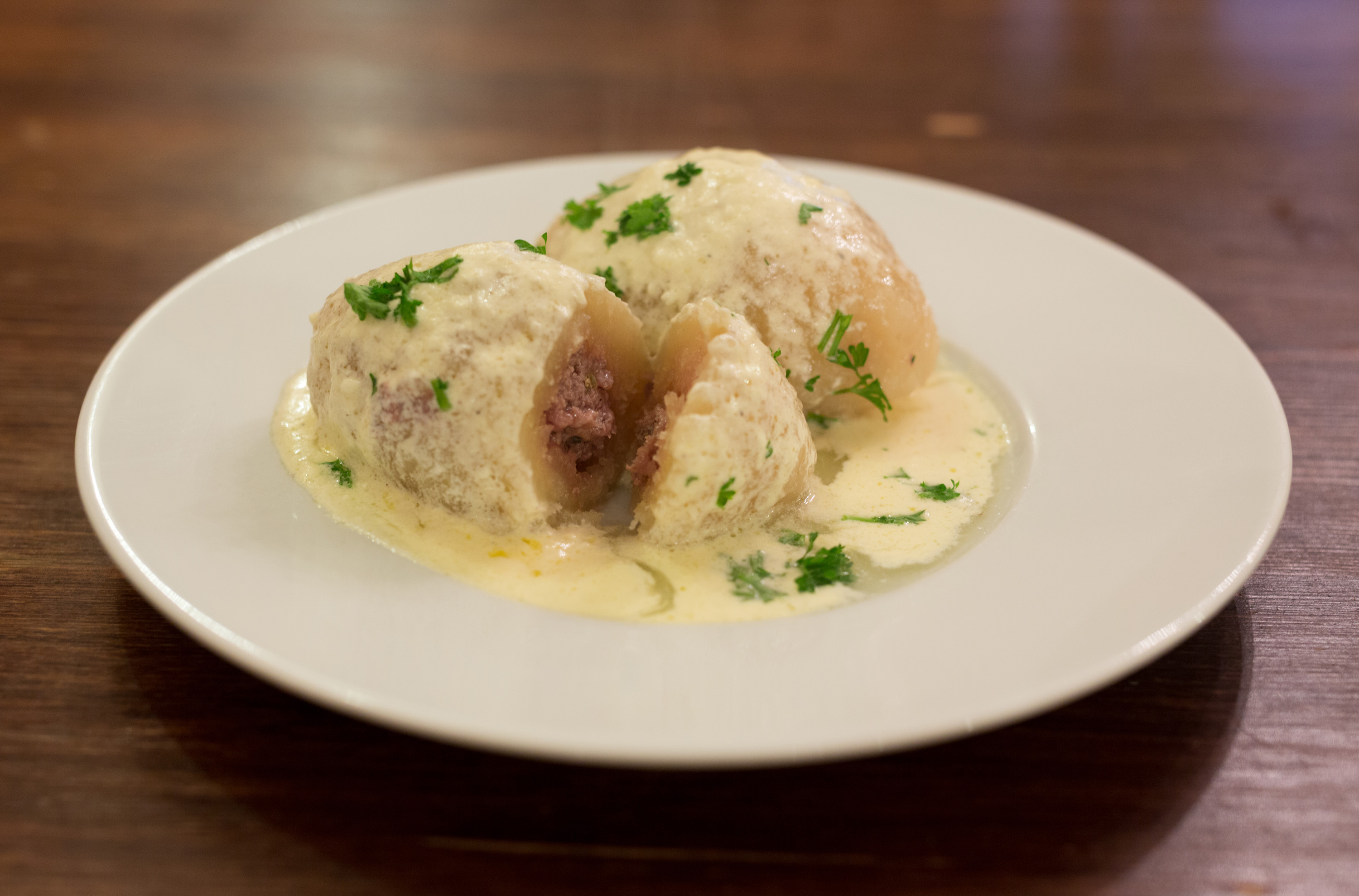
Cepelinai mit Hackfleischfüllung und Sauerrahm

Cepelinai (litauisch für „Zeppeline“) oder Didžkukuliai („große Klöße“) sind mit Hackfleisch oder Quark gefüllte Kartoffelklöße aus Litauen und gehören dort zu den Nationalgerichten. Sie werden traditionell an Feiertagen und in der Zeit der Kartoffelernte gegessen. Sie sind aber auch ganzjährig in Restaurants mit litauischer Küche zu bekommen.

## Geschichte
Der Kartoffelanbau hat in Litauen im 18. Jahrhundert durch die Nähe zu Preußen begonnen, nach dem dortigen „Kartoffelbefehl“ von 1746. Auch gab es viele Litauer in „Preußisch Litauen“. So breiteten sich die Kartoffeln schnell im restlichen litauischen Sprachgebiet aus, sodass Kartoffeln zum „zweiten Brot der Litauer“ wurden und heute nahezu täglich konsumiert werden. Es werden viele köstliche Gerichte aus Kartoffeln zubereitet, unter anderem natürlich auch die Cepelinai. Sie haben anscheinend jedoch keine lange Tradition in Litauen und sind wohl erst seit Mitte des 20. Jahrhunderts fest in die litauische Küche integriert. Das zeigt auch der Name, der vom deutschen Starrluftschift und dessen Erfinder Zeppelin abgeleitet ist, die erst ab 1900 existierten. Auch kommen sie in älteren Rezeptsammlungen nicht vor und hier wird Kugelis als litauisches Nationalgericht beschrieben.

## Zubereitung
Die Cepelinai werden aus rohen und gekochten Kartoffeln zubereitet. Dabei werden die rohen Kartoffeln geschält, fein gerieben und gut durch ein Leinentuch ausgedrückt. Die Kartoffelflüssigkeit wird aufgehoben, und sobald die Stärke sich komplett absetzt, wird diese zur Kartoffelmasse dazugegeben. Die gekochten Kartoffeln werden zerquetscht und mit der restlichen Masse zu einem Teig verarbeitet. Parallel dazu werden Zwiebeln angebraten und zusammen mit dem Hackfleisch vermischt, nach Bedarf kann mit Salz, Pfeffer und Majoran gewürzt werden. Etwa eine halbe Tasse Kartoffelteig wird in der Hand flachgedrückt und mit etwa einem Teelöffel Hackfleischmasse gefüllt. Daraus werden längliche, „zeppelinförmige“ Klöße geformt, die in leicht kochendem Wasser garziehen. Traditionell wird diese Speise mit einer Soße aus gebratenem Speck, Zwiebeln und Sahne serviert.

## Variante
Neben den typischen Hackfleisch- und Quark-Cepelinai gibt es auch mit Pilzen, Weißkohl, Schinken oder Fisch gefüllte Varianten.
In Polen sind ähnliche Knödel als Pyzy oder regional Kartacze (Polnisch für „Kartätsche“, eine mit Schrot gefüllte Granate) bekannt.